# Acanthomunna proteus
Acanthomunna proteus là một loài chân đều trong họ Dendrotionidae. Loài này được Beddard miêu tả khoa học năm 1886.